# Baides
Baides é um município da Espanha na província de Guadalajara, comunidade autónoma de Castilla-La Mancha, de área 30 km² com população de 55 habitantes (2007) e densidade populacional de 1,83 hab./km².

## Demografia
| Variação demográfica do município entre 1991 e 2004 | Variação demográfica do município entre 1991 e 2004 | Variação demográfica do município entre 1991 e 2004 | Variação demográfica do município entre 1991 e 2004 |
| --------------------------------------------------- | --------------------------------------------------- | --------------------------------------------------- | --------------------------------------------------- |
| 1991                                                | 1996                                                | 2001                                                | 2004                                                |
| 83                                                  | 97                                                  | 74                                                  | 63                                                  |